# بخش اونا
بخش اونا (به انگلیسی: Una district) یک منطقهٔ مسکونی در هند است که در هیماچال پرادش واقع شده‌است. بخش اونا ۱٬۵۴۰ کیلومتر مربع مساحت و ۵۲۱٬۱۷۳ نفر جمعیت دارد.